# Мудуг
Мудуг (сомал. Mudug, араб. مدق‎) — провинция в центральной части Сомали.
Северная и западная части провинции Мудуг входят в состав не признанного международным сообществом государства Пунтленд. Её южная часть контролируется также непризнанным государством Галмудуг. Административный центр Мудуга — город Галькайо. Другими важными городами провинции являются Гольдогоб и морской порт Хобьо (ныне в составе Галмудуга). На юге Мудуг граничит с провинцией Гальгудуд, на севере — с провинцией Нугаль. На западе Мудуга проходит граница между Сомали и Эфиопией, на востоке его берега омываются водами Индийского океана. Его приблизительно 740-тысячное население принадлежит преимущественно к сомалийским племенам хавийе и дарод.